# Сасово
Са́сово — город (с 1926) в Рязанской области, административный центр Сасовского района, в состав которого не входит, являясь городом областного значения. Образует городской округ город Сасово .
Расположен на востоке Рязанской области на берегу реки Цны, в 184 километрах от Рязани. Население ↘21 220 человек (2023).

## Этимология
Существуют версии со славянским и тюркским происхождением топонима. Название Сасово, по версии Е. М. Поспелова, образовано с помощью притяжательного суффикса -ов от уменьшительной формы Сас календарного личного имени Сасоний. По версии М. Фасмера — от древнерусского слова Сасъ, что означает «сакс, саксонец».
Тюркские версии о происхождении названия города связаны с тюрк. словом саз (или сас), что в переводе значит «болото», «топкое место». Диалектные слова сас (болотистое место), саска (илистое, топкое дно) были зафиксированы[кем?] также в русских говорах Южной и Юго-Западной Сибири, а топонимы многочисленны в ареале от Балкан до Якутии.

## История
Город был основан в середине XVI века. Первые сведения о нём содержатся в писцовой книге по Шацкому уезду за 1617 год. До этого город находился в центре Касимовского ханства. По преданию село Сасово получило свое название от имени разбойника Сасоя, занимавшегося нападением на проходивших по речке Сасовке торговых судов и проезжавших по большой дороге на ярмарки купцов.
С 1778 года Сасово входит в состав Елатомского уезда Тамбовской губернии. 
Исстари основным занятием сасовцев было верёвочно-прядильное дело. Работали верёвочный и канатосмольный заводы. Также было развито корабельное дело и торговля. В XIX веке одной из владелиц крупного торгового села Сасово была мать великого русского писателя И. С. Тургенева — Варвара Петровна.
В 1893 году на участке Рязань — Сасово Московско-Казанской железной дороги открылось пассажирское и товарное движение. Это привело к значительному экономическому развитию села. В 1894 году в Сасове проживало 6500 жителей.
Железнодорожники станции Сасово и местные крестьяне активно участвовали в революционных событиях 1905 года. Был создан стачечный комитет, который подпольно отпечатал листовки, призывавшие железнодорожников и крестьян на борьбу за свержение царского самодержавия.

### XX век
В декабре 1917 года в селе Сасово была установлена советская власть. В 1919 году перед железнодорожниками Сасовского депо выступал М.И. Калинин. В память о его пребывании на здании локомотивного депо установлена мемориальная доска.
В 1923 году Елатомский уезд Тамбовской губернии вошёл в состав Рязанской губернии, в 1925 году решением ВЦИК был образован Сасовский уезд.
В газете Рабочий клич 1924 г. №139, 141 публиковалась новость о переименовании Сасово.
При переводе уездного центра из города Шацка в Сасово Губисполком санкционировал переименование Сасово в город Калинин.
19 июня 1926 года село Сасово получило статус города, а 13 октября, после проведения выборов, начал работу городской Совет депутатов трудящихся. Его первым председателем стал И. Н. Кочетков. В городе в то время проживало около 10 тысяч человек. Работали канатный завод, типография, скотобойня, швейная артель, машинно-тракторная станция. Функционировали образовательные и досуговые учреждения: три школы, два детских сада, две библиотеки, клуб железнодорожников.
В годы Великой Отечественной войны по железной дороге непрерывным потоком шли эшелоны с войсками, танками, орудиями, боеприпасами. На фронт было призвано 35 335 жителей Сасовского района, из которых более 10 тысяч погибло. Более 5 тысяч сасовцев были награждены боевыми орденами и медалями, 18 сасовцам присвоено звание Героя Советского Союза. Один является полным кавалером ордена Славы. В честь горожан, погибших на фронтах Великой Отечественной войны, открыт мемориальный комплекс, где горит Вечный огонь памяти. На центральной улице города установлен бронзовый бюст Герою Советского Союза А. С. Мишину.
В 1943 году в Сасово было основано Сасовское лётное училище гражданской авиации, ныне носящее имя Героя Советского Союза Г.А. Тарана.
После войны в городе выросли новые кварталы и улицы. Одним из ярких событий жизни города явилось строительство крупного завода автоматических линий, который стал крупнейшим градообразующим предприятием.
В 1989 году в Сасове была сформирована отдельная дорожно-строительная бригада ЦДСУ МО СССР для выполнения государственных программ.
В 1991 и 1992 годы на окраинах города прогремели «Сасовские взрывы».
С 1997 года в городе проводится Всероссийский фестиваль народного творчества, посвящённый композитору Александру Аверкину. Учреждена областная премия имени А. П. Аверкина.

## Климат
Климат города умеренно континентальный, в целом характерный для Средней полосы России, с продолжительной, иногда очень холодной зимой и тёплым, иногда жарким летом. Средняя температура июля около +20 °C, января −10,5 °C. При «аномальной» жаре были зафиксированы температуры до +43 градусов. Годовая норма осадков — около 500 мм.
| Показатель                       | Янв.  | Фев.  | Март | Апр. | Май  | Июнь | Июль | Авг. | Сен. | Окт. | Нояб. | Дек.  | Год |
| -------------------------------- | ----- | ----- | ---- | ---- | ---- | ---- | ---- | ---- | ---- | ---- | ----- | ----- | --- |
| Средний суточный максимум, °C    | −7,3  | −6,3  | −0,2 | 10,7 | 19,4 | 23,6 | 25,5 | 23,6 | 17,2 | 8,6  | 0,6   | −4,5  | 9,2 |
| Средняя температура, °C          | −10,5 | −10,2 | −4,3 | 5,7  | 13,5 | 17,8 | 19,8 | 17,7 | 11,7 | 4,7  | −2    | −7,3  | 4,7 |
| Средний суточный минимум, °C     | −13,9 | −13,9 | −8,1 | 1,5  | 7,9  | 12,1 | 14,3 | 12,5 | 7,3  | 1,6  | −4,4  | −10,2 | 0,6 |
| Норма осадков, мм                | 29    | 24    | 26   | 30   | 42   | 50   | 69   | 51   | 48   | 50   | 39    | 38    | 497 |
| Источник: MSN Weather, Метеоинфо |       |       |      |      |      |      |      |      |      |      |       |       |     |

## Население
| 1894    | 1926    | 1931    | 1939    | 1959    | 1967    | 1970    | 1979    | 1989    | 1992    | 1996    | 1998    |
| ------- | ------- | ------- | ------- | ------- | ------- | ------- | ------- | ------- | ------- | ------- | ------- |
| 6500    | ↗9831   | ↗10 300 | ↗17 099 | ↗20 735 | ↗26 000 | ↗27 228 | ↗30 180 | ↗35 875 | ↘35 800 | ↘34 600 | ↘34 000 |
| 2001    | 2002    | 2003    | 2005    | 2006    | 2007    | 2009    | 2010    | 2011    | 2012    | 2013    | 2014    |
| ↘32 800 | ↘30 736 | ↘30 700 | ↘30 000 | ↘29 600 | ↘29 200 | ↘28 685 | ↘28 118 | ↘28 100 | ↘27 863 | ↘27 564 | ↘27 343 |
| 2015    | 2016    | 2017    | 2018    | 2019    | 2020    | 2021    | 2023    |         |         |         |         |
| ↘26 871 | ↘26 303 | ↘25 747 | ↘25 177 | ↘24 523 | ↘23 786 | ↘21 628 | ↘21 220 |         |         |         |         |

На 1 января 2025 года по численности населения город находился на 647-м месте из 1124 городов Российской Федерации.
Национальный состав
По итогам переписи населения 2020 года проживали следующие национальности (национальности менее 0,1 % и другое, см. в сноске к строке «Другие»):
| Национальность | Численность, чел. | Доля     |
| -------------- | ----------------- | -------- |
| Русские        | 17 609            | 81,42 %  |
| Татары         | 249               | 1,15 %   |
| Армяне         | 78                | 0,36 %   |
| Украинцы       | 71                | 0,33 %   |
| Мордва         | 58                | 0,27 %   |
| Азербайджанцы  | 55                | 0,25 %   |
| Цыгане         | 33                | 0,15 %   |
| Узбеки         | 23                | 0,11 %   |
| Другие         | 3452              | 15,96 %  |
| Итого          | 21 628            | 100,00 % |

## Промышленность
Объём промышленной продукции в 2001 году (в фактически действовавших ценах) — 428,1 млн руб.
Крупнейшие предприятия города: станкостроительный завод «Саста», ООО «Сасовский литейный завод», завод сельскохозяйственных машин, ПАО «Молоко» — крупный молочный завод, зернохранилище и хлебокомбинат, мясокомбинат (на сегодняшний день закрыт), молочный комбинат, швейная фабрика, пивзавод (на сегодняшний день закрыт). В городе также расположен один из крупнейших в России дата-центров, построенный компанией Яндекс.

## Транспорт
В 1893 году в Сасово от Рязани была проложена железная дорога, впоследствии продолженная далее на восток. В 1959 году линия была электрифицирована постоянным током, во второй половине XX века проложен второй путь. Главная железнодорожная станция города является пятой по величине в Рязанской области. На ней останавливается примерно половина поездов дальнего следования, проходящих через Сасово. Пригородное сообщение обеспечивается электропоездами на Рязань, Кустарёвку, Пичкиряево и дизель-поездами на Свеженькую.
Сасово связано междугородными автобусными маршрутами с Рязанью, Касимовом, Шацком, Кадомом, Ермишью. Пригородное сообщение представлено автобусными маршрутами в Аргу, Ласицы, Чубарово, Ямбирно, Новое Берёзово, Устье, Верхне-Никольское.
Внутренние городские перевозки обеспечивает Сасовское автотранспортное предприятие, в городе курсируют автобусы по 14 маршрутам.
В январе 2019 года возобновилось строительство объездной дороги вокруг Сасова на дороге Касимов —Шацк, обходящей город с запада. Строительство было завершено в июне 2020 года.

## Образование
- Сасовское имени Героя Советского Союза Тарана Г. А. лётное училище гражданской авиации (Филиал ФГБОУВО «Ульяновский институт гражданской авиации имени Главного маршала авиации Б. П. Бугаева»)
- Сасовский индустриальный колледж имени полного кавалера ордена Славы В. М. Шемарова
- Действует 4-е средних общеобразовательных школы, 1 основная общеобразовательная школа

## Достопримечательности
- Сасовский краеведческий музей.
- Собор Казанской иконы Божьей Матери. Возведён в 1826 году. Для этого деньги собирались с прихожан, но основную сумму пожертвовали местные купцы Постниковы и Соловьёвы. Был закрыт после 1917 года, но вновь открыт во время Великой Отечественной войны[34].
- Музей русской песни имени А. П. Аверкина.
- Музей Сасовского лётного училища имени Г. А. Тарана
- Памятник железнодорожникам всех поколений.
- Памятник советскому конструктору оружия Н. Ф. Макарову.
- Памятник пограничникам всех поколений.
- Памятник воинам-интернационалистам (2019 г., ул. Вокзальная)[35].
- Дома купца Постникова. В настоящее время здание почти разрушено.
- Памятник «Путник на привале», иногда ошибочно называемый памятником писателю Эрнесту Хемингуэю [36].
- Усадьба барона В. Ф. фон дер Лауница и руины конного завода. Расположена в 18 километрах от Сасово в селе Каргашино. Архитектура этой усадьбы была выполнена в псевдоготическом стиле[37].

### Усадьба Сасово
Усадьба Сасово (Троицкое) основана в последней четверти XVII века. В первой половине XVIII века принадлежала тайному советнику и кавалеру князю А. И. Гагарину (1723 г.р.), женатому на княжне П. Г. Урусовой (ум. 1796). Далее их сыну действительному тайному советнику князю И. А. Гагарину (1771—1832), женатому первым браком на Е. И. Балабиной (1773—1803), вторым браком — на актрисе Е. С. Семёновой (1786—1849). После принадлежала его сыну от первого брака князю П. И. Гагарину (1798—1872), женатому на Л. И. Вырубовой (г/р 1809), вторая его жена (гражданская) — певица О. Вервициотти (ум. 1858). В середине XIX века по родству переходит князю В. И. Гагарину, в 1910-х годах — титулярному советнику П. И. Малинину. Сын П. И. Гагарина и О. Вервециотти — актёр А. П. Ленский (1847—1908). Внебрачным сыном князя П. И. Гагарина был религиозный мыслитель и философ-футуролог Н. Ф. Фёдоров (1829—1903).

До настоящего времени сохранились липовые аллеи парка. Усадебные здания и Троицкая церковь 1815 года утрачены.

## Известные горожане
- Аверкин, Александр Петрович (1935—1995) — композитор, баянист, поэт, заслуженный деятель искусств России, член Союза композиторов СССР, почётный гражданин города Сасово, художественный руководитель ансамбля Москонцерта «Рождение песни»
- Азовкин, Юрий Петрович (1924—1993) — Герой Советского Союза, старший лейтенант, командир взвода управления 1-й батареи 148-го гвардейского артиллерийско-миномётного полка.
- Беглов, Спартак Иванович (1924—2006) — доктор исторических наук, профессор, заслуженный работник культуры РФ.
- Богданов, Николай Владимирович (1906—1989) — писатель, журналист, жил в Сасове с 1917 до 1923 гг., один из организаторов местного комсомола, автор повести «Первая девушка».
- Болховитинов, Виктор Николаевич (1912—1980) — писатель, журналист, главный редактор журнала «Наука и жизнь» (1961—1980).
- Вараксин Фёдор Дмитриевич — министр бумажной и деревообрабатывающей промышленности Советского Союза (1954—1957).
- Вараксин Яков Гаврилович — вице-адмирал советского морского флота (1954), морской инженер, кандидат технических наук (1951), доцент (1954).
- Гридинский, Александр Иванович (1921—1944) — гвардии лейтенант, заместитель командира эскадрильи, Герой Советского Союза (06.05.1965, посмертно).
- Золотов Виктор Васильевич — директор Федеральной службы войск национальной гвардии Российской Федерации. Первый заместитель Министра внутренних дел — главнокомандующий внутренними войсками МВД России (2014—2016). Начальник Службы безопасности президента Российской Федерации — заместитель директора ФСО России (2000—2013).
- Киселёв Иван Михайлович (1919—1987) — лётчик-истребитель, старший лейтенант Рабоче-крестьянской Красной Армии, участник Великой Отечественной войны, Герой Советского Союза (1965).
- Корольков, Юрий Михайлович (1906—1981) — советский писатель-прозаик, журналист, автор повести «Партизан Лёня Голиков», романа-хроники «Тайны войны».
- Макаров, Николай Фёдорович (1914—1988) — выдающийся советский конструктор стрелкового и артиллерийского оружия, Герой Социалистического труда (1974). Сконструированный им 9-мм пистолет Макарова (ПМ) и совместно с М. Н. Афанасьевым 23-мм авиационная пушка АМ-23.
- Мишин, Александр Степанович (1923—1944) — гвардии рядовой, Герой Советского Союза (24.03 1945, посмертно).
- Молодцов, Владимир Александрович (1911—1942) — советский разведчик, капитан госбезопасности, партизан, Герой Советского Союза (5.11.1944, посмертно). В годы Великой Отечественной войны руководил диверсионно-разведывательным отрядом в оккупированной Одессе.
- Остроумов, Николай Петрович (1846—1930) — известный учёный-ориенталист, историк и этнограф. Один из первых исследователей Туркестана.
- Савин Виктор Степанович (1921—1965) — красноармеец Рабоче-крестьянской Красной Армии, участник Великой Отечественной войны, Герой Советского Союза (1943).
- Феодоритов, Вячеслав Петрович (1928—2004) — российский учёный, доктор физико-математических наук, заслуженный деятель науки РФ, лауреат Сталинской премии и дважды лауреат Государственной премии СССР.
- Шемаров, Василий Михайлович (1922—2015) — полный кавалер ордена Славы, Почётный железнодорожник.

## Города-побратимы
- Лугачовице, Чехия.
- Евпатория, Крым.